# 리밍 (방송인)
리밍(Reming)은 대한민국의 패션 스타일리스트이자 방송인이다. 1998년 잡지 FIGARO의 화보로 패션계에 입문한 리밍은 현재 잡지, 광고, 패션쇼, 영화 포스터 등의 패션 디렉터 및 올리브 네트워크, 온스타일 등 패션 채널의 패널로 활동하고 있으며, 여러 대학과 브랜드의 스타일링 클래스에서 강의를 하고 있다.
올리브 네트워크 《올리브쇼》시즌 1,2에서 메이크 오버 스페셜 She를 담당했던 리밍의 패션 스타일링은 믹스 매치 (Mix&Match)에 기본을 두고 있다.

## 방송 활동

#### 현재 방송 중인 프로그램
- 올리브 네트워크 《올리브쇼》 시즌 3

#### 종영된 프로그램
- 올리브 네트워크 《올리브쇼》 시즌 1 고정패널
- 올리브 네트워크 《올리브쇼》 시즌 2 고정패널
- SBS 러브FM 《김C의 좋은 아침》Have A Good Style 고정패널
- 온스타일 《Style Magazine》시즌 3 고정패널

## 스타일리스트 활동

#### 잡지
- BAZAAR
- Cosmopolitan
- ARENA
- ELLE
- DAZED & CONFUSED
- Ceci
- W

外 다수

#### 지면 광고 / Catalogue
- 유니클로
- Armani Exchange Advertorial
- CLINIQUE Cosmetic YES Campaign
- Guerlain Cosmetic AD
- TTL (SK TELECOM)
- Pantech (팬택) Global
- CJ mall
- Anycall Slim & H
- Sheraton Walkerhill Hotel Barbie Package Advertorial
- 삼성전자
- CANON (캐논)
- 메르세데스-벤츠 Advertorial

外 다수

#### CF / COMMERCIAL FILM
- 모토로라
- 비씨카드
- Anycall Slim&H
- 나이키 Asia Global
- 하이트 맥주
- 광동제약 썬키스트
- CJ 라이트라
- ETN Star Channel
- OCN (오리온 시네마 네트워크) 영화 채널
- FN 패션 채널

外 다수

#### 패션쇼 디렉터
- 나이키 2004 Campus Fashion Show
- Arena Sports 2005 Launching Fashion Show
- TOMMY JEAN 2005 S/S Fashion Show
- General Idea by Bumsuk 2005 S/S, F/W Fashion Show
- 나이키 Sport Culture 2005 Winter Collection Fashion Show
- CHATELAINE 2005 Launching Fashion Show
- 나이키 sport culture  2006 S/S collection Fashion Show
- 나이키 2006 대한민국 국가대표 축구팀 유니폼 론칭 패션쇼
- 나이키 Sport Culture 2007 Summer Collection
- 나이키 ASIA PACIFIC 2007 Collection (BEIJING)
- 나이키 SPORTWEAR 2009 Autumn Fashion Show

外 다수

#### 영화 포스터
- 내사랑 싸가지
- 가족
- 신부수업
- 우리형
- 댄서의 순정
- 사랑을 놓치다
- 사랑해 말순씨
- MBC 《궁 (드라마)》
- 가족의 탄생
- 각설탕
- 라디오 스타
- MBC 《궁S (드라마)》
- 색즉시공 2
- 스카우트 (2007년 영화)
- 울학교 ET
- 순정만화 (영화)
- 키친
- 우리집에 왜 왔니

外 다수

#### 강의
- 엘르걸 《CAREER SCHOOL》 서울여자대학교 & 숙명여자대학교 스타일링 클래스
- 중앙대학교, 경일대학교 & 한세대학교 특강
- COACH 코치 스타일링 클래스
- LONGCHAMP 롱샴 스타일링 클래스

外 다수

## 수상 경력
- 2004년 한국 패션 사진가 협회 (K.F.P.A) 올해의 스타일리스트